# Wladislaw Alexandrowitsch Skobelew
Wladislaw Alexandrowitsch Skobelew (russisch Владислав Александрович Скобелев; * 24. Januar 1987 in Oritschi, Oblast Kirow) ist ein russischer Skilangläufer.

## Werdegang
Skobelew nimmt seit 2007 vorwiegend am Eastern Europe Cup teil. Dabei holte er bisher zwei Siege und beendete die Saison 2012/13 auf dem zweiten Platz der Gesamtwertung (Stand:Saisonende 2016/17). Seinen ersten internationalen Erfolg erreichte er bei den Nordischen Junioren-Skiweltmeisterschaften 2010 in Hinterzarten. Dort gewann er Gold über 15 km klassisch. Im Januar 2011 lief er in Otepää sein erstes Weltcuprennen, welches er auf dem 13. Platz über 15 km klassisch beendete. Eine Woche später holte er bei der Winter-Universiade 2011 in Erzurum dreimal Gold. Seine bisher beste Platzierung bei einem Weltcuprennen war ein elfter Platz im Skiathlon im Februar 2013 in Sotschi. Bei der Winter-Universiade 2013 in Lago di Tesero gewann er Silber mit der Staffel und Gold im 30-km-Massenstartrennen. Im März 2014 wurde er in Tjumen russischer Meister über 15 km klassisch. Die Tour de Ski 2015 beendete er auf dem 29. Platz in der Gesamtwertung.

## Siege bei Continental-Cup-Rennen
| Nr. | Datum           | Ort     | Disziplin       | Serie              |
| --- | --------------- | ------- | --------------- | ------------------ |
| 1.  | 18. Januar 2013 | Charkiw | 15 km klassisch | Eastern Europe Cup |
| 2.  | 15. Januar 2017 | Minsk   | 15 km Freistil  | Eastern Europe Cup |

## Weltcup-Statistik
Die Tabelle zeigt die erreichten Platzierungen im Einzelnen.
- 1.–3. Platz: Anzahl der Podiumsplatzierungen
- Top 10: Anzahl der Platzierungen unter den ersten zehn
- Punkteränge: Anzahl der Platzierungen innerhalb der Punkteränge
- Starts: Anzahl gelaufener Rennen in der jeweiligen Disziplin
- Hinweis: Bei den Distanzrennen erfolgt die Einordnung gemäß FIS.

| Platzierung               | Distanzrennen a | Distanzrennen a | Distanzrennen a | Distanzrennen a | Distanzrennen a | Skiathlon Verfolgung | Sprint | Etappen- rennen b | Gesamt | Team   | Team    |
| Platzierung               | ≤ 5 km          | ≤ 10 km         | ≤ 15 km         | ≤ 30 km         | > 30 km         | Skiathlon Verfolgung | Sprint | Etappen- rennen b | Gesamt | Sprint | Staffel |
| ------------------------- | --------------- | --------------- | --------------- | --------------- | --------------- | -------------------- | ------ | ----------------- | ------ | ------ | ------- |
| 1. Platz                  |                 |                 |                 |                 |                 |                      |        |                   |        |        |         |
| 2. Platz                  |                 |                 |                 |                 |                 |                      |        |                   |        |        |         |
| 3. Platz                  |                 |                 |                 |                 |                 |                      |        |                   |        |        |         |
| Top 10                    |                 |                 |                 |                 |                 |                      |        |                   |        |        |         |
| Punkteränge               |                 |                 | 5               |                 |                 | 3                    |        | 1                 | 9      |        |         |
| Starts                    |                 |                 | 5               |                 | 1               | 4                    |        | 1                 | 11     |        |         |
| Stand: Saisonende 2014/15 |                 |                 |                 |                 |                 |                      |        |                   |        |        |         |